# Jan van Hillo

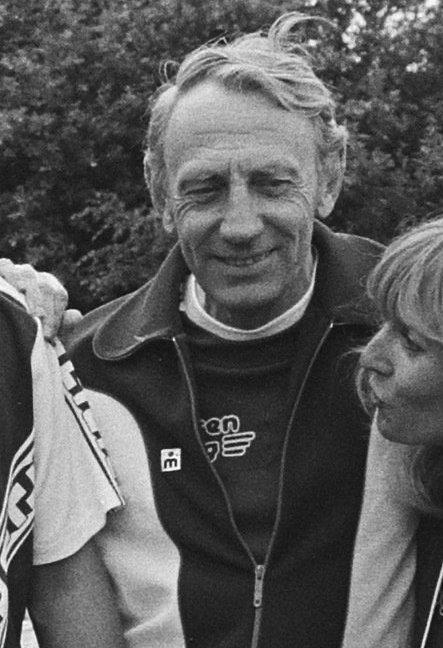
Jan van Hillo (1978)

Jan Willem van Hillo (Maassluis, 30 oktober  1922 – Leiden, 21 juli 1980) was een Nederlands presentator, documentairemaker en regisseur. Hij maakte vooral documentaires voor de NCRV. 

## Carrière
Van Hillo begon zijn carrière bij een Haags reclamebureau waar hij tekeningen en tekenfilms maakte, en reclameteksten ontwierp. In 1960 stapte hij over naar de NCRV om er mee te helpen een documentaireafdeling op te zetten. Hier maakte hij enkele spraakmakende documentaires, zoals  Wij stinken erin...! (1971), een van de eerste tv-programma’s over milieuvervuiling. 
Veel lof oogstte hij in 1973 met zijn documentaire Juliana, koningin der Nederlanden 1948-1973, het eerste tv-programma waarin leden van de koninklijke familie uitgebreid geïnterviewd werden. Ook werkte hij mee aan de programma’s Kom over de brug (1972) en Geven voor Leven (1974). Het laatste programma waar hij aan meewerkte was een serie over de hongerwinter van 1944-1945.

## Oeuvre
- Harvest of the Past [1964]
- D-Day (1969)
- Operatie Market Garden (1969)
- Bomans in triplo (1970)
- Wij stinken er in…! (1971)
- Bomans in Israël (1971)
- Suriname stroomopwaarts (1972)
- Juliana, koningin der Nederlanden 1948-1973 (1973)
- De tijd stond even stil (serie over belangrijke gebeurtenissen in het naoorlogse Nederland) (1977)
- Tussen toen en toekomst (1978)

- International Standard Name Identifier: 0000 0003 9287 1454
- Nederlandse Thesaurus van Auteursnamen: 070389713
- Virtual International Authority File: 287038207
- WorldCat: E39PBJrWxRWbpPbCxftY9dt9Xd